# Мае
Мае (фр. Mahé) — один із островів архіпелагу Сейшельські острови. Знаходиться в Індійському океані, та належить державі Сейшели.

## Географія
Мае — найбільший із островів Сейшельського архіпелагу, завдовжки острів сягає 25 км, а завширшки 8 км. Рельєф острова гористий, найвища точка — гора Морн-Сейшеллуа — сягає 905 метрів над рівнем моря. Інші вершини — Морн Блан (фр. Morne Blance), Ле Труа Фрер (фр. Les Trois Freres) та Гратт-Фесс.
Поблизу східного узбережжя Мае розташовані острови Сент-Анн (Île St-Anne), Муаен (фр. Île Moyenne), Ронд (фр. Île Ronde), Лонг (Long), Серф (фр. Île Cerf), Каше (фр. Île Cashee), Сеш/Бікон-Айленд (Île Seche/Beacon Island), Одул (фр. Hodoul), Анонім (фр. Île Anonyme) та Рет (фр. Ile aux Rats). На заході розташовані острови Консепшен (Conception), Терез (Thérèse) та Ваш-Марін (фр. Île aux Vaches Marines).

## Історія
Острів названий на честь французького губернатора о. Маврикій Бертрана-Франсуа Мае де ла Бурдоне. З європейців першими Мае відвідали англійці у 1609 році. У 1742 Лазар Піко (фр. Lazare Picault), керівник французької експедиції, оголосив острів володінням Франції. У 1812 році Мае став британською колонією, і був нею до 1976 року, коли Сейшели оголосили незалежність.

## Природа
На Мае діє низка природних заповідників — Національний парк Морн-Сейшеллуа на схилах найвищої гори Мае, Національний морський парк Байє Терне на півдні та Національний морський парк Порт-Лоне на заході. На островах поблизу Мае лежить Національний морський парк Святої Анни.
В лісах Мае росте низка ендемічних рослин, таких як медузагіна (лат. Medusagyne oppositifolia), рослини-хижаки та багато унікальних видів орхідей.
У 1901 році на острові був заснований Ботанічний сад Мон-Флері (лат. Mont Fleuri).

## Населення
На острові знаходиться столиця держави — місто Вікторія. На Мае мешкає близько 90 % населення Сейшельських Островів, переважно в поселеннях у північній та східній частинах острова.

## Економіка та інфраструктура
У 1971 році на Мае відкрився міжнародний аеропорт Пуант-Ларю, що належить компанії Air Seychelles. Морський порт у місті Вікторія є центром промислової риболовлі та консервної індустрії.
Значну роль в економіці острова грає туризм. Тут розташована низка готелів та курортів, є два казино, дискотеки та ресторани. На острові є більш ніж 70 пляжів, які придатні для серфінгу та дайвінгу.

## Фотогалерея

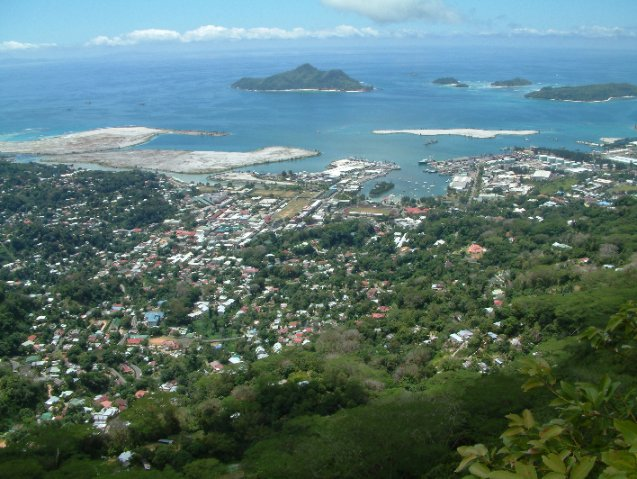
Вікторія
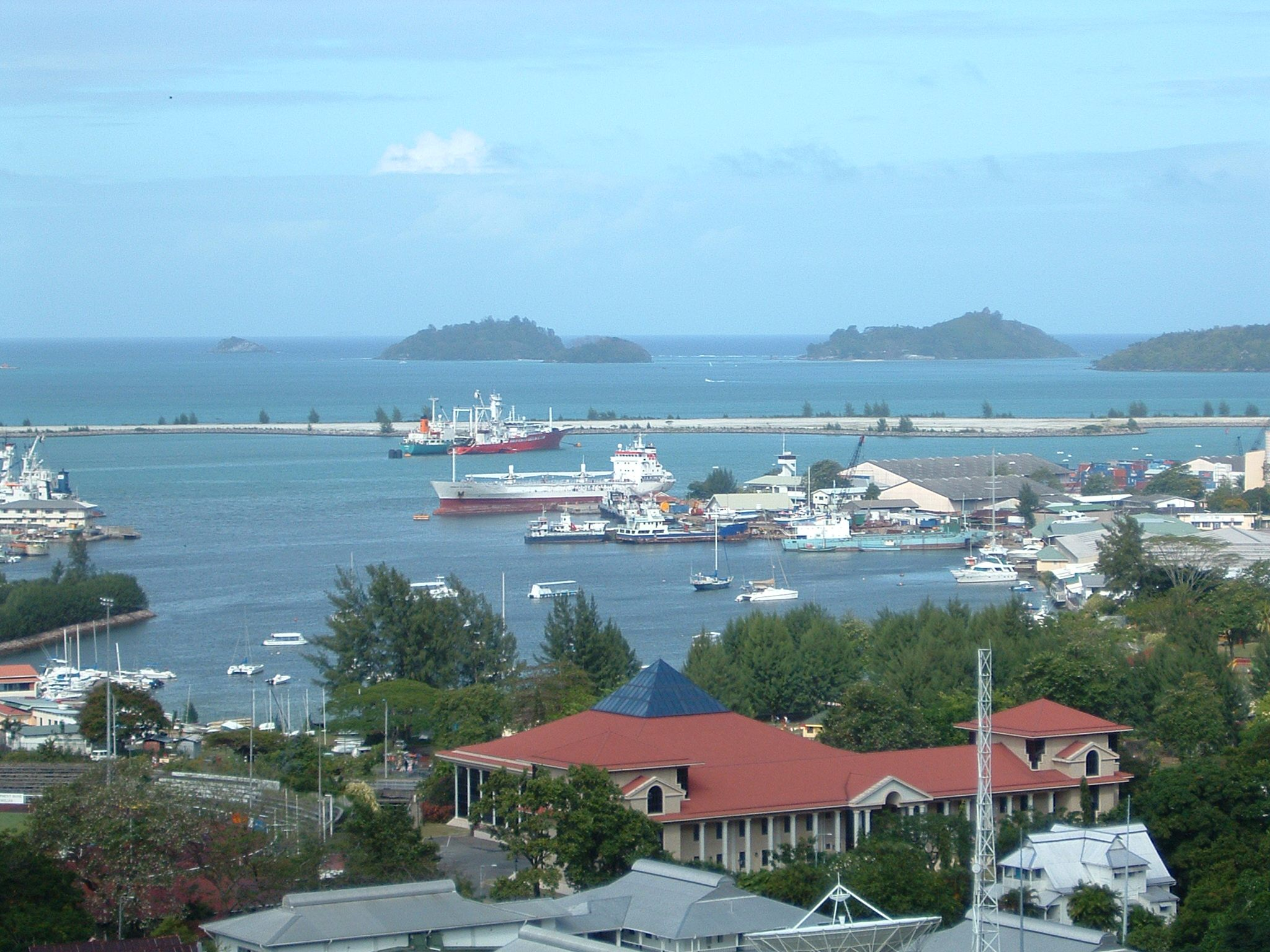
Вікторія
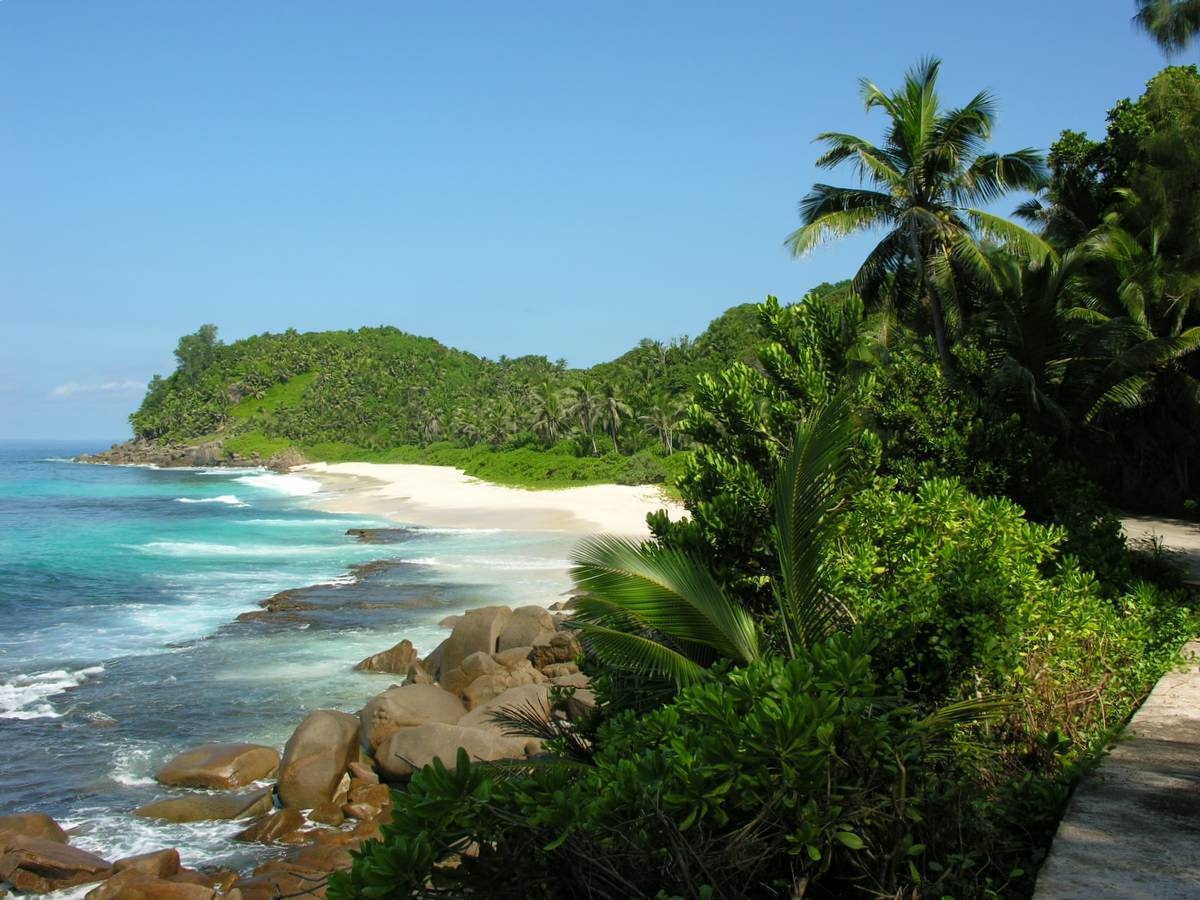
Пляж на острові Мае
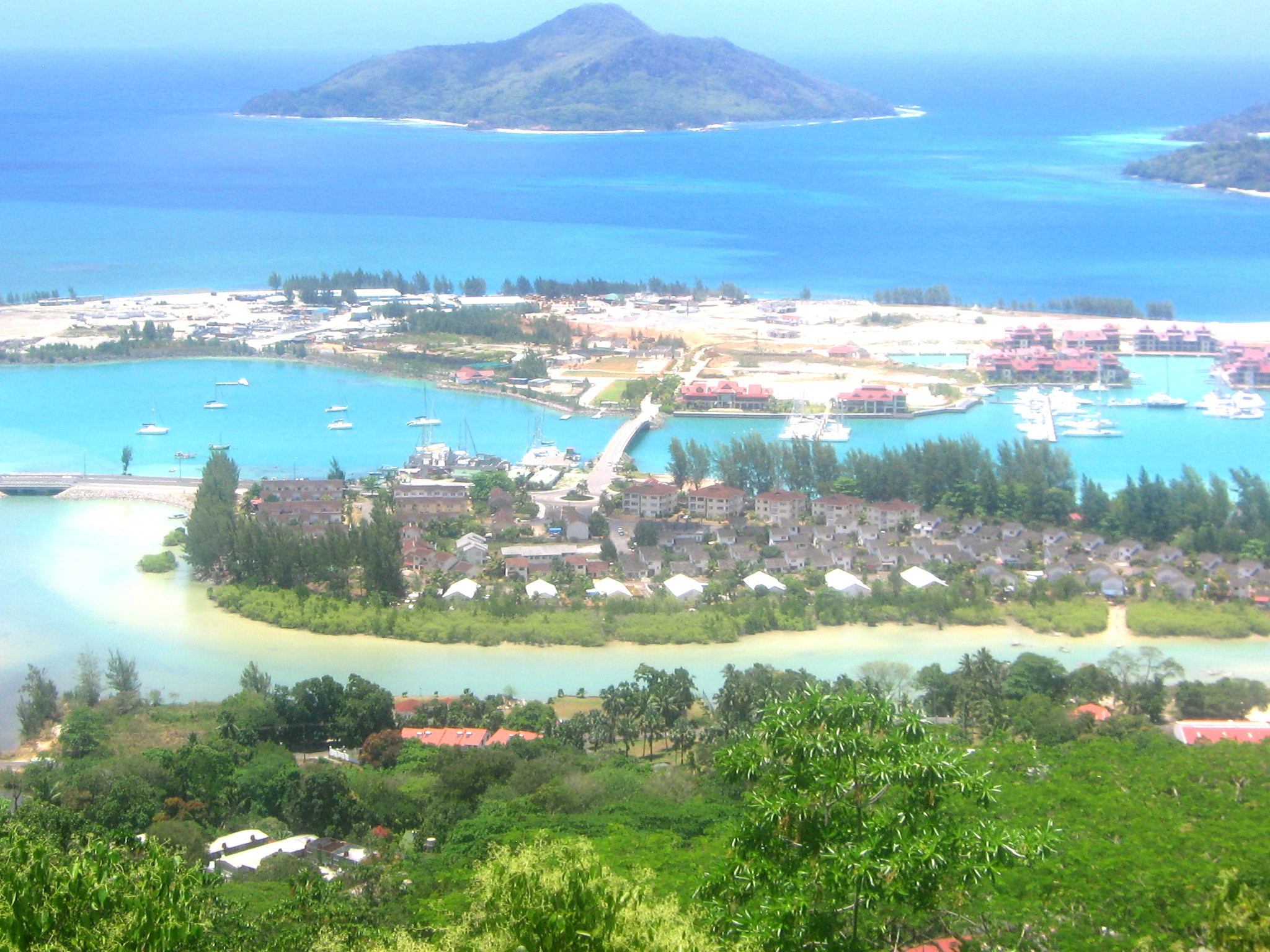
Штучний острів Еден